# Низамия (медресе)

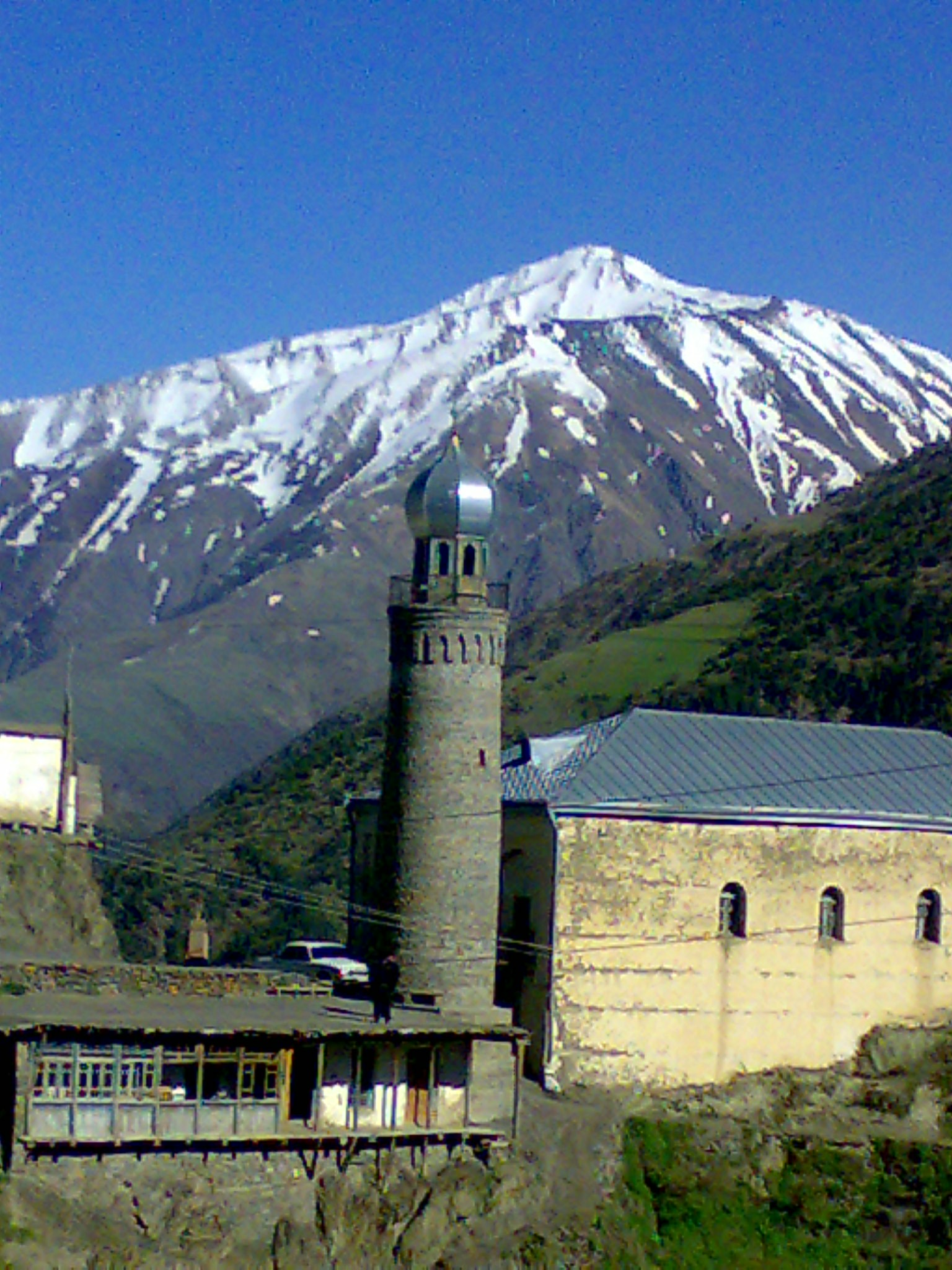
Медресе в Цахуре

Низамия (перс. نظامیه‎, араб. النظامیة‎) — группа из нескольких исламских учебных заведений (медресе), открытых Низам аль-Мульком в XI в. в Государстве Сельджукидов. Название Низамия происходит от имени инициатора их строительства. Медресе основаны на начальном этапе существования Сельджукской империи.

## История
Низамии были первыми высшими учебными заведениями в мусульманском мире, имели хорошую организацию образовательного процесса. По качеству образования эти медресе превосходили все остальные медресе и были известны далеко за пределами исламского мира. Финансовую, политическую и духовную поддержку им оказывали правящие круги и элита Сельджукской империи. Некоторые исследователи полагают, что создание Низамий было вызвано попыткой помешать растущему влиянию в регионе исмаилитов. Действительно, Низам аль-Мульк в своей знаменитой книги «Политика» посвятил значительную часть опровержению доктрин исмаилитов.
Низамии были построены практически в каждом более или менее крупном городе, среди которых Багдад, Нишапур, Балх, Герат и Исфахан. Низамия была построена даже в дагестанском селе Цахур. Для преподавания в этих медресе приглашались крупнейшие учёные исламского мира, среди которых были и такие известные учёные, как аль-Газали, аль-Джувейни, Абу Исхак аш-Ширази и многие другие. При медресе были организованы крупные библиотеки. Студентам предоставлялось бесплатное питание и проживание. Многие известные исламские богословы являлись выпускниками этих медресе.
Первой и самой знаменитой из всех школ была Низамия Багдада, построенная в 1065 году. На строительство этой школы было затрачено около 200 тысяч динаров. Низам аль-Мульк назначил главой этого медресе выдающегося исламского богослова и философа — Абу Хамида аль-Газали. Среди студентов багдадской Низамии был персидский поэт Саади.
В 1092 году Низам аль-Мульк был убит по дороге из Исфахана в Багдад вблизи города Нахеванд. Скорее всего он был убит ассасинами из секты батинитов.